# Gran Premio Bruno Beghelli 2019
La 24.ª edición de la clásica ciclista Gran Premio Bruno Beghelli fue una carrera en Italia que se celebró el 6 de octubre de 2019 sobre un recorrido de 199,3 kilómetros con inicio y final en la ciudad de Monteveglio.
La carrera formó parte del UCI Europe Tour 2019, dentro de la categoría 1.HC. El vencedor fue el italiano Sonny Colbrelli del Bahrain Merida seguido del español Alejandro Valverde del Movistar y el australiano Jack Haig del Mitchelton-Scott.

## Equipos participantes
Tomaron parte en la carrera 25 equipos: 8 de categoría UCI WorldTeam; 11 de categoría Profesional Continental; y 6 de categoría Continental. Formando así un pelotón de 168 ciclistas de los que acabaron 101. Los equipos participantes fueron:
| WorldTeams (11)- Trek-Segafredo - Team Jumbo-Visma - Mitchelton-Scott - Movistar Team - Astana - Groupama-FDJ - EF Education First - UAE Team Emirates - AG2R La Mondiale - Bahrain-Merida - Ineos Equipos continentales profesionales (8)- Arkéa-Samsic - Neri Sottoli-Selle Italia-KTM - Wanty-Groupe Gobert - Nippo Vini Fantini Faizanè - Gazprom-RusVelo - Androni Giocattoli-Sidermec - Bardiani CSF - Caja Rural-Seguros RGA Equipos continentales (6)- Sangemini-Trevigiani-MG.Kvis - Amore & Vita-Prodir - Petroli Firenze-Maserati-Hopplà - Team Colpack - Giotti Victoria-Palomar - Biesse Carrera Gavardo |
| |

## Clasificación final
- Las clasificaciones finalizaron de la siguiente forma:[4]

| \| Clasificación general \| Clasificación general \| Clasificación general \| Clasificación general \| Clasificación general \| \| Ciclista \| Ciclista \| Equipo \| Tiempo \| \| \| --------------------- \| --------------------- \| ---------------------- \| --------------------- \| --------------------- \| \| 1.º \| Sonny Colbrelli \| Bahrain-Merida \| 4 h 35 min 59 s \| \| \| 2.º \| Alejandro Valverde \| Movistar Team \| + 0 s \| \| \| 3.º \| Jack Haig \| Mitchelton-Scott \| + 0 s \| \| \| 4.º \| David Gaudu \| Groupama-FDJ \| + 0 s \| \| \| 5.º \| Bauke Mollema \| Trek-Segafredo \| + 0 s \| \| \| 6.º \| Guillaume Martin \| Wanty-Gobert \| + 0 s \| \| \| 7.º \| Iván García Cortina \| Bahrain-Merida \| + 5 s \| \| \| 8.º \| Andrea Pasqualon \| Wanty-Gobert \| + 7 s \| \| \| 9.º \| Sep Vanmarcke \| EF Education First \| + 7 s \| \| \| 10.º \| Jon Aberasturi \| Caja Rural-Seguros RGA \| + 7 s \| \| |                     |                        |                 |
| |                     |                        |                 |
| Fuente: ProCyclingStats |                     |                        |                 |
| Clasificación general |                     |                        |                 |
| Ciclista | Ciclista            | Equipo                 | Tiempo          |
| 1.º | Sonny Colbrelli     | Bahrain-Merida         | 4 h 35 min 59 s |
| 2.º | Alejandro Valverde  | Movistar Team          | + 0 s           |
| 3.º | Jack Haig           | Mitchelton-Scott       | + 0 s           |
| 4.º | David Gaudu         | Groupama-FDJ           | + 0 s           |
| 5.º | Bauke Mollema       | Trek-Segafredo         | + 0 s           |
| 6.º | Guillaume Martin    | Wanty-Gobert           | + 0 s           |
| 7.º | Iván García Cortina | Bahrain-Merida         | + 5 s           |
| 8.º | Andrea Pasqualon    | Wanty-Gobert           | + 7 s           |
| 9.º | Sep Vanmarcke       | EF Education First     | + 7 s           |
| 10.º | Jon Aberasturi      | Caja Rural-Seguros RGA | + 7 s           |

## UCI World Ranking
El Gran Premio Bruno Beghelli otorgó puntos para el UCI Europe Tour 2019 y el UCI World Ranking, este último para corredores de los equipos en las categorías UCI WorldTeam, Profesional Continental y Equipos Continentales. Las siguientes tablas son el baremo de puntuación y los 10 corredores que obtuvieron más puntos:
| Posición              | 1.º | 2.º | 3.º | 4.º | 5.º | 6.º | 7.º | 8.º | 9.º | 10.º | 11.º | 12.º | 13.º | 14.º | 15.º | 16.º-30.º | 31.º-40.º |
| Clasificación general | 200 | 150 | 125 | 100 | 85  | 70  | 60  | 50  | 40  | 35   | 30   | 25   | 20   | 15   | 10   | 5         | 3         |

| Clasificación |                     |                        |         |
| Posición      | Ciclista            | Equipo                 | General |
| ------------- | ------------------- | ---------------------- | ------- |
| 1.º           | Sonny Colbrelli     | Bahrain Merida         | 200     |
| 2.º           | Alejandro Valverde  | Movistar               | 150     |
| 3.º           | Jack Haig           | Mitchelton-Scott       | 125     |
| 4.º           | David Gaudu         | Groupama-FDJ           | 100     |
| 5.º           | Bauke Mollema       | Trek-Segafredo         | 85      |
| 6.º           | Guillaume Martin    | Wanty-Gobert           | 70      |
| 7.º           | Iván García Cortina | Bahrain Merida         | 60      |
| 8.º           | Andrea Pasqualon    | Wanty-Gobert           | 50      |
| 9.º           | Sep Vanmarcke       | EF Education First     | 40      |
| 10.º          | Jon Aberasturi      | Caja Rural-Seguros RGA | 35      |